# The Marshall Mathers LP 2
The Marshall Mathers LP 2 is het achtste studioalbum van de Amerikaanse rapper Eminem.
Het werd op 5 november 2013 uitgebracht op cd en als download. De muziek werd geproduceerd door onder anderen Dr. Dre en Rick Rubin. Ook Rihanna, Skylar Grey en Nate Ruess (van de band Fun.) werkten aan het album mee. De nummers "Berzerk", "Survival", "Rap God" en "The Monster" werden tevens als single uitgebracht.

## Nummers
1. "Bad Guy" (met Sarah Jaffe) - 7:14
2. "Parking Lot" - 0:55
3. "Rhyme or Reason" - 5:01
4. "So Much Better"  - 4:21
5. "Survival" (met Liz Rodrigues) - 4:32
6. "Legacy" (met Polina) - 4:56
7. "Asshole" (met Skylar Grey) - 4:48
8. "Berzerk" - 3:58
9. "Rap God" - 6:03
10. "Brainless" - 4:46
11. "Stronger Than I Was" - 5:36
12. "The Monster" (met Rihanna) - 4:10
13. "So Far..." - 5:17
14. "Love Game" (met Kendrick Lamar) - 4:56
15. "Headlights" (met Nate Ruess) - 5:43
16. "Evil Twin" - 5:56